# Universidad de Orleans
La Universidad de Orleans (en francés: Université d'Orléans) es una prestigiosa universidad estatal situada en la ciudad francesa de Orleans, en el departamento de Loiret y la región Centro. Cuenta con unos 15.000 estudiantes. Además de sus 4 facultades, en Bourges, Chartres, Indre (Châteauroux/Issoudun) y Orléans se encuentran cuatro institutos (Instituts Universitaires de Technologie) y una Escuela Politécnica (École polytechnique).

## Historia

### La Escuela catedralicia
A partir del siglo VIII y sobre todo bajo la dirección de Teodulfo de Orleans, obispo de la ciudad, se fue promoviendo la educación en las escuelas parroquiales, las escuelas monásticas, por ejemplo las abadías de Saint-Benoît-sur-Loire, Saint-Mesmin de Micy y Saint-Aignan d'Orléans, de las que Teodulfo también era abad, y la escuela catedralicia, destinadas también a formar a los funcionarios del Imperio carolingio.

### La Universidad medieval
Ya en 1235, el Papa Gregorio IX concedió a la ciudad de Orleans el privilegio de enseñar Derecho romano. En 1306 se produjo la fundación de la Universidad con una bula del papa Clemente V. 
La universidad creció por el hecho de que en París a partir de 1273 se prohibió la docencia del Derecho romano, por lo que varios profesores y muchos estudiantes se trasladaron a Orleans. Die Universität profitierte vor allem davon, dass in Paris die Lehre des Römischen Rechts seit 1273 verboten war. 
La "Salle des Thèses" del siglo XV se convirtió en biblioteca universitaria sirviendo también para la realización de los exámenes.
La decadencia de la Universidad se agudizó cuando en París a partir de 1679 se retomó la docencia en Derecho romano.
En 1793, en el curso de la Revolución francesa, se cerró la Universidad.

### Refundación en elsigloXX
Desde 1960 Orleans vuelve a tener una universidad; su campus está situado en Quartier de la Source, a las afueras de la ciudad. El Rectorado se ha instalado en el Château de la Source cerca del nacimiento del río Loiret.

## Estudiantes célebres
- San Ivo de Kermartin († 1303), patrono de los juristas
- Étienne de Mornay, consejero de Felipe IV el Hermoso
- Juan Reuchlin (1455-1522)
- Guillaume Budé (1468-1540)
- Juan Calvino (1509-1564)
- Étienne de La Boétie (1530-1563)
- Agrippa d'Aubigné (1552-1630)
- Théophraste Renaudot (1586-1653)
- Pierre de Fermat (vers 1601-1665)
- Molière (1622-1673)
- Charles Perrault (1628-1703)
- Jean de La Bruyère (1645-1696)